# الصفاء (جبلة)

تعديل مصدري - تعديل

الصفاء محلة تابعة لقرية محنب، التابعة لعزلة الثوابي بمديرية جبلة إحدى مديريات محافظة إب في الجمهورية اليمنية، بلغ تعداد سكانها 86 حسب تعداد اليمن لعام 2004.